# Dauriat
Dauriat é um personagem fictício da Comédia Humana de Honoré de Balzac, aparecendo sobretudo em Illusions perdues. Sua loja é situada ao Palais-Royal, é frequentada por escritores e políticos. É um editor, proprietário de revista e livreiro. É editor de Melchior de Canalis, o poeta tão famoso quanto arrogante de Modeste Mignon. Recusa as poesias do então desconhecido Lucien de Rubempré, mas compra-as quando Lucien se torna importante na impressa e publica um artigo virulento contra Raoul Nathan (uma das estrelas do editor). A chantagem editoral se exerce junto a ele como em todos os lugures no ramo. Em Splendeurs et misères des courtisanes, ele decide por à venda o manuscrito de Lucien, Les Marguerites (As Margaridas) que até então tinha guardado, porque desta vez seu autor adquirira na imprensa e nos salões notáveis uma notoriedade conveniente. O livro se vende rapidamente.